# Anuwat Promyotha
Anuwat Promyotha (thailändisch อนุวัฒน์ พรมโยธา, * 7. Februar 1990) ist ein thailändischer Fußballspieler.

## Karriere
Anuwat Promyotha spielte bis Mitte 2016 bei Bangkok Glass. Mit dem Club aus Pathum Thani spielte er in der ersten Liga des Landes, der Thai Premier League. Nach der Hinserie 2016 wechselte er zum Ligakonkurrenten BBCU FC nach Bangkok. Während der Saison 2017 wurde BBCU vom Verband gesperrt. 2018 unterschrieb er einen Einjahresvertrag beim Kasetsart FC. Mit dem Hauptstadtclub spielte er in der zweiten Liga, der Thai League 2. 2019 schloss er sich dem in der Thai League 3 spielenden Simork FC an. Während der Hinserie wurde der Verein aus Suphanburi vom Verband gesperrt. Zur Rückserie 2019 ging er zum Zweitligisten Air Force United nach Bangkok. Am Ende der Saison gab die Air Force bekannt, dass sich der Verein aus der Liga zurückzieht. 2020 unterschrieb er einen Vertrag beim Drittligisten Kamphaengphet FC in Kamphaengphet. Nach der Saison wurde dieser nicht mehr verlängert. Anschließen spielte er bei den Drittligisten Kasem Bundit University FC und Thawi Watthana Samut Sakhon United FC.